# Puntius bantolanensis
Puntius bantolanensis är en fiskart som först beskrevs av Day, 1914.  Puntius bantolanensis ingår i släktet Puntius och familjen karpfiskar. Inga underarter finns listade i Catalogue of Life.